# マタパン線
マタパン線（マタパンせん、英語: Mattapan Trolley）は、アメリカ合衆国マサチューセッツ州で公共交通機関を運営するマサチューセッツ湾交通局（Massachusetts Bay Transportation Authority、MBTA）が所有する鉄道路線（ライトレール）。地下鉄路線であるレッドラインの一部として運営され、第二次世界大戦前後に大量生産された路面電車車両のPCCカーが現役で活躍する事で知られる。マタパン・アシュモント・トロリー（Mattapan-Ashmont Trolley）とも呼ばれるほか、2018年まではアシュモント・マタパン高速線（Ashmont–Mattapan High-Speed Line）が正式名称であった。

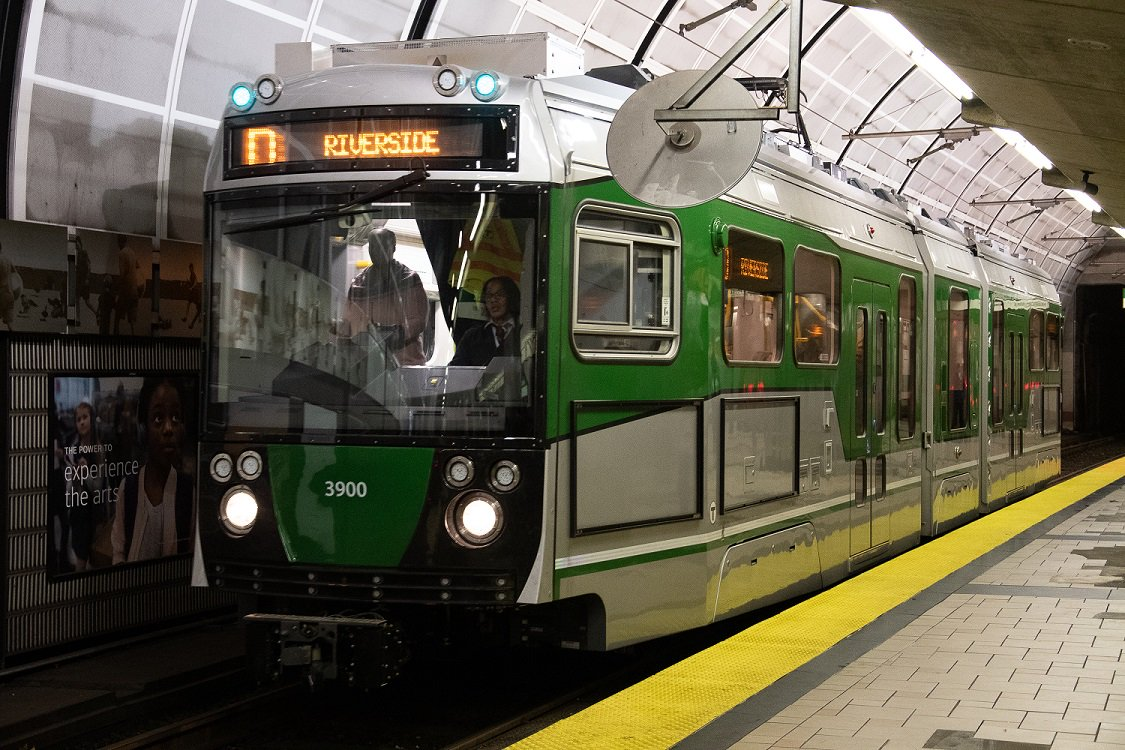
タイプ9電車 将来のマタパン線への転属が検討されている

## 歴史
マタパン線のルーツとなったのは、1847年にドンチェスター・アンド・ミルトン・ブランチ鉄道によって建設された蒸気鉄道である。この路線は早期にオールド・コロニー鉄道の管理下となり、1872年にハリソン・スクエア（Harrison Square）からミルトン（Milton）間を結ぶショーマット・ブランチ鉄道（Shawmut Branch Railroad）が建設された。これらの路線は1893年にニューヘイブン鉄道に買収された。

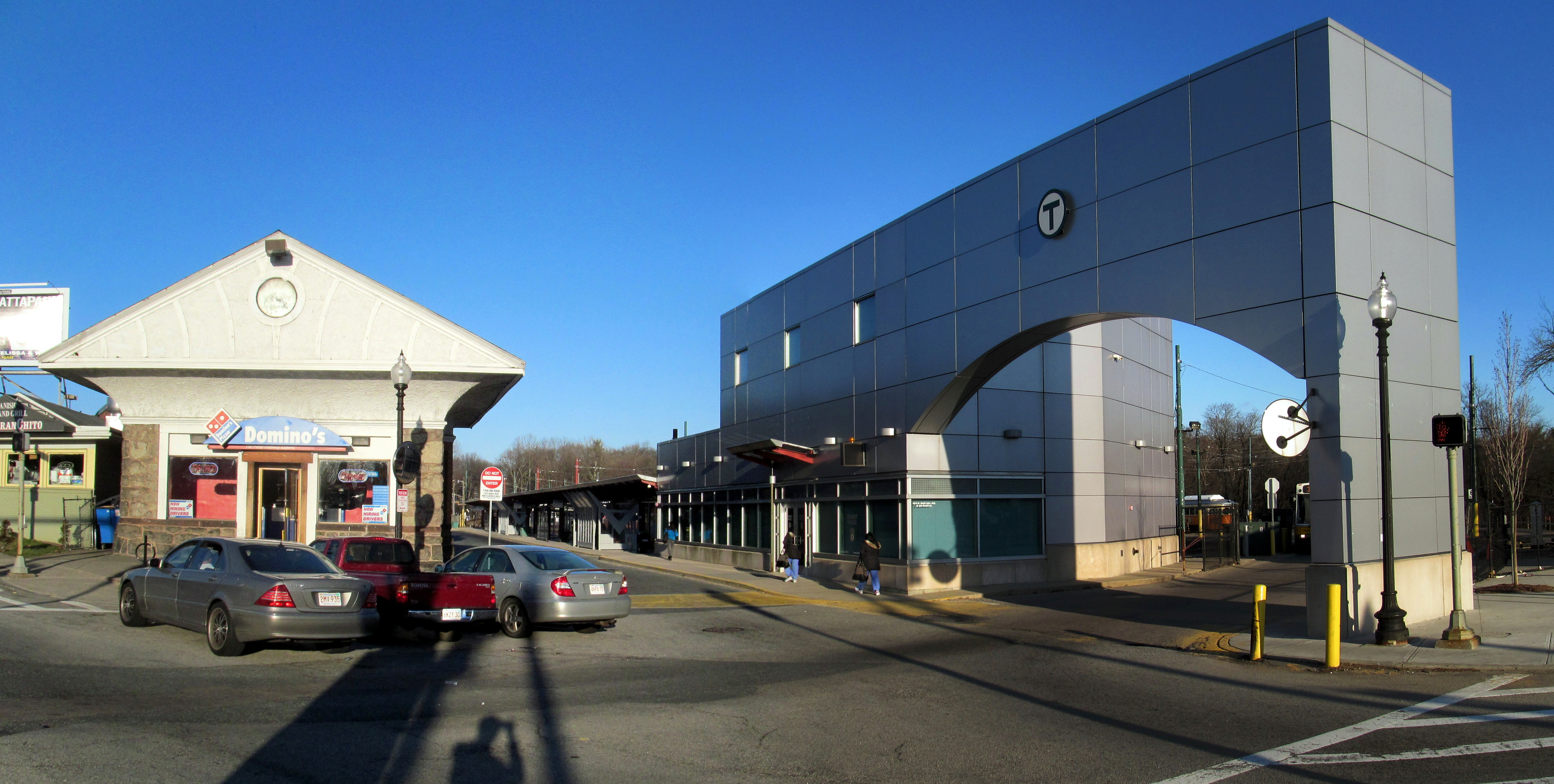
蒸気鉄道時代のマタパン駅の駅舎は現在も保存されている（左）（2016年撮影）
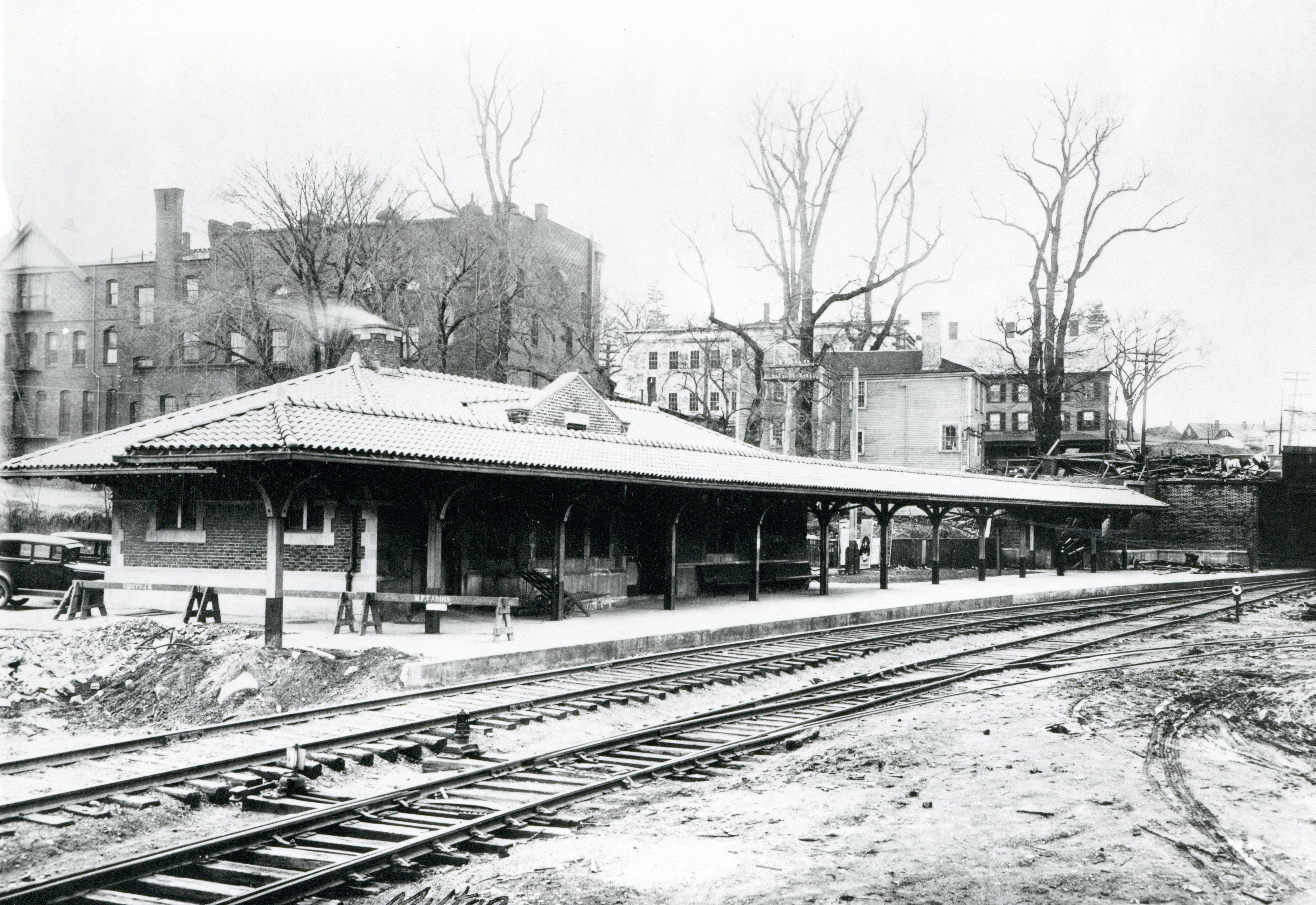
蒸気鉄道時代のミルトン駅（1929年撮影）
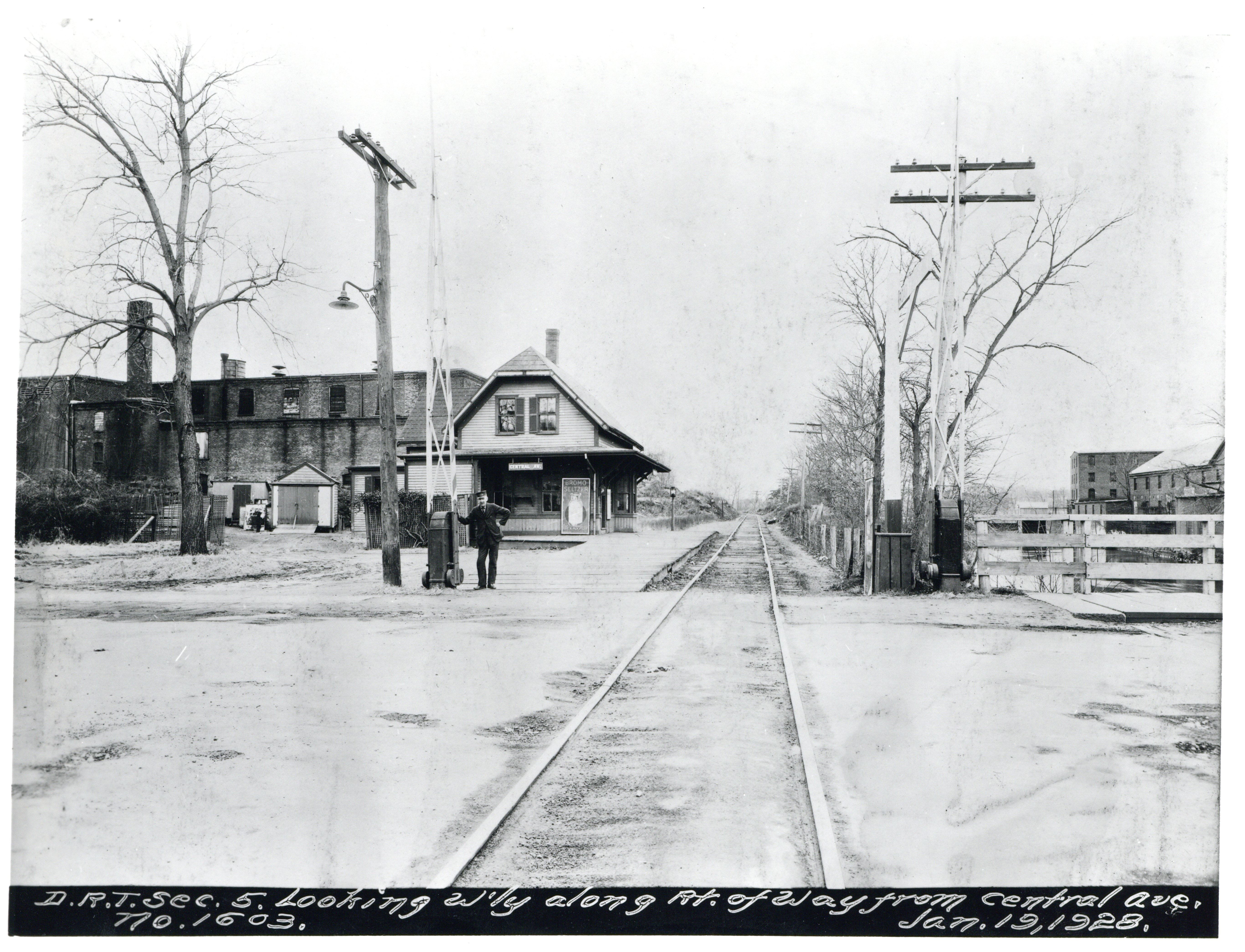
蒸気鉄道時代のセントラル・アベニュー駅（1928年撮影）

一方、1894年に設立され、ボストン各地で路面電車や高架鉄道を展開していたボストン高架鉄道は、1910年代にコッドマンスクエア（Codman Square）までの新線建設を計画していた。同路線は大部分が前述した蒸気鉄道の並行路線であったが、ボストン高架鉄道の路面電車に乗客を奪われていた事もあり、1920年にニューヘイブン鉄道やボストン交通委員会を交えた協議の結果、マタパン方面の鉄道路線の再建を含めた建設計画の合意が交わされ、1923年3月23日に承認された。
1927年に蒸気鉄道は廃止され、以降2年かけて改修工事が行われた。当初はアシュモント駅まで伸びていた高架鉄道をそのまま延長する予定であったが、コスト面の問題から路面電車規格で建設される事となった。1929年8月26日にミルトン駅、同年12月21日にマタパン駅までの路線が開通し、以降に開業した複数の途中駅も含めて2019年現在もこの路線網が維持されている。1947年の公営化、1964年のMBTAへの再編を経て、1966年以降マタパン線はアシュモント駅で接続する地下鉄路線とともに"レッドライン"（Red Line）の一部となっている。

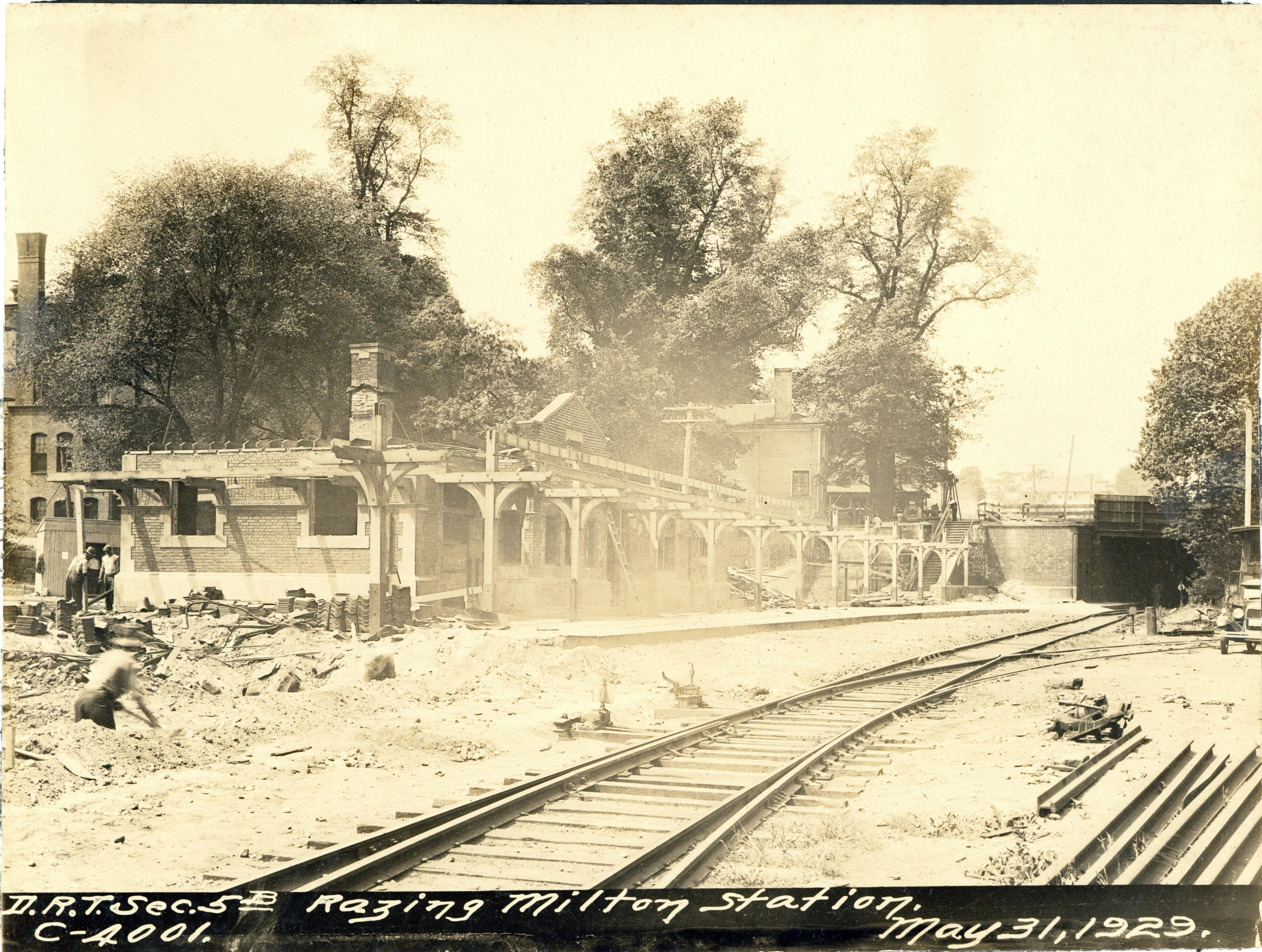
工事中のミルトン駅（1929年撮影）
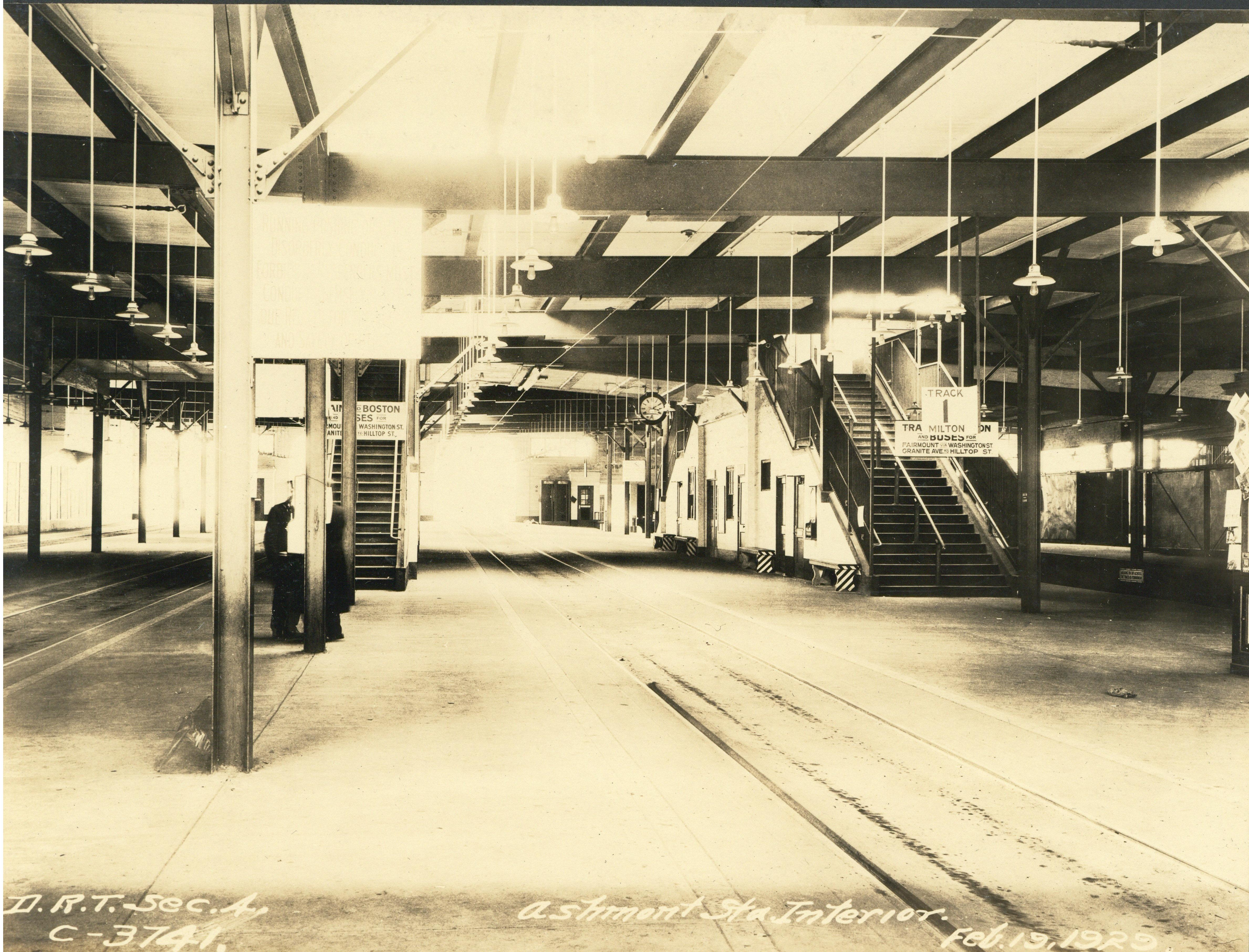
工事中のアシュモント駅（1929年撮影）
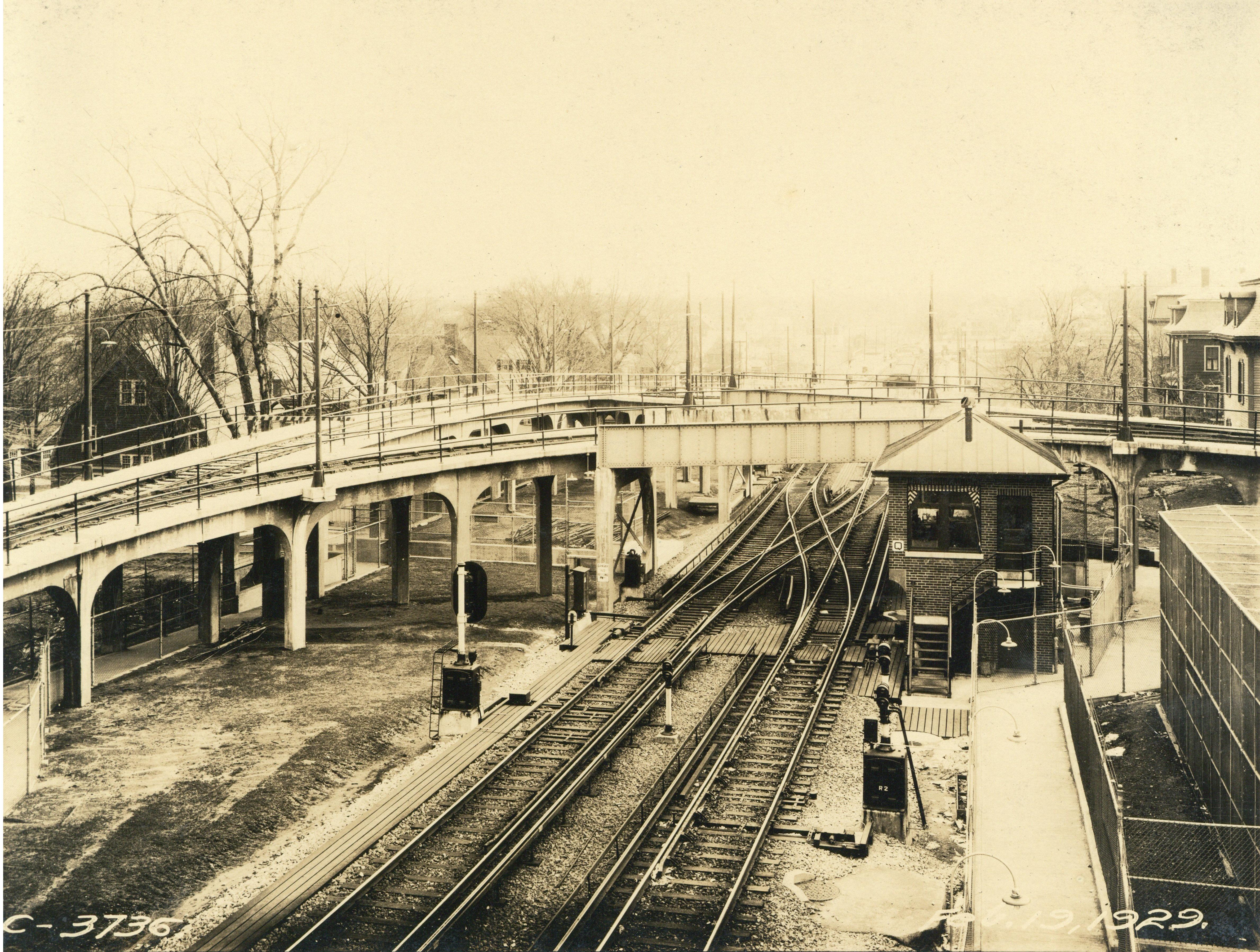
アシュモント駅には折り返し用のループ線が建設された（1929年撮影）
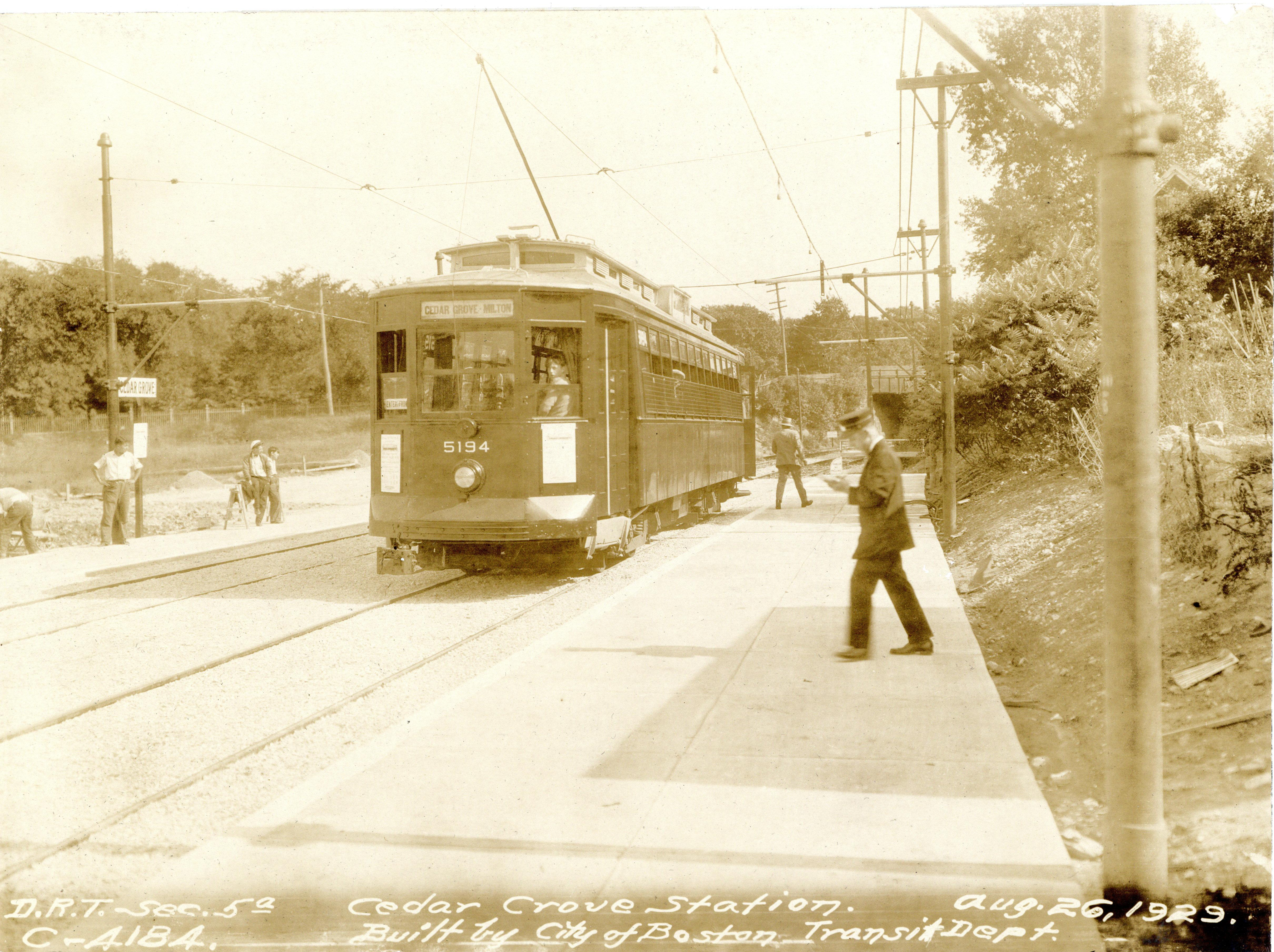
電化開業当初のシダー・グローブ駅（1929年撮影）

軌道の更新工事や在籍車両の更新、沿線工事の影響により1977年6月 - 同年9月、1981年6月 - 1982年1月、1993年8月 - 同年9月、2018年9月に長期運休措置が取られており、その間は代行バスが運行していた。特に2006年7月24日から2007年12月22日に実施された駅舎の改良に伴う長期運休の間には、立地条件上工事が不可能だったバレーロード駅を除き、乗降用のスロープ設置や高架橋の撤去などのバリアフリーへの対応や、監視カメラや電光掲示板、駐輪場の整備など多数の近代化が行われた。

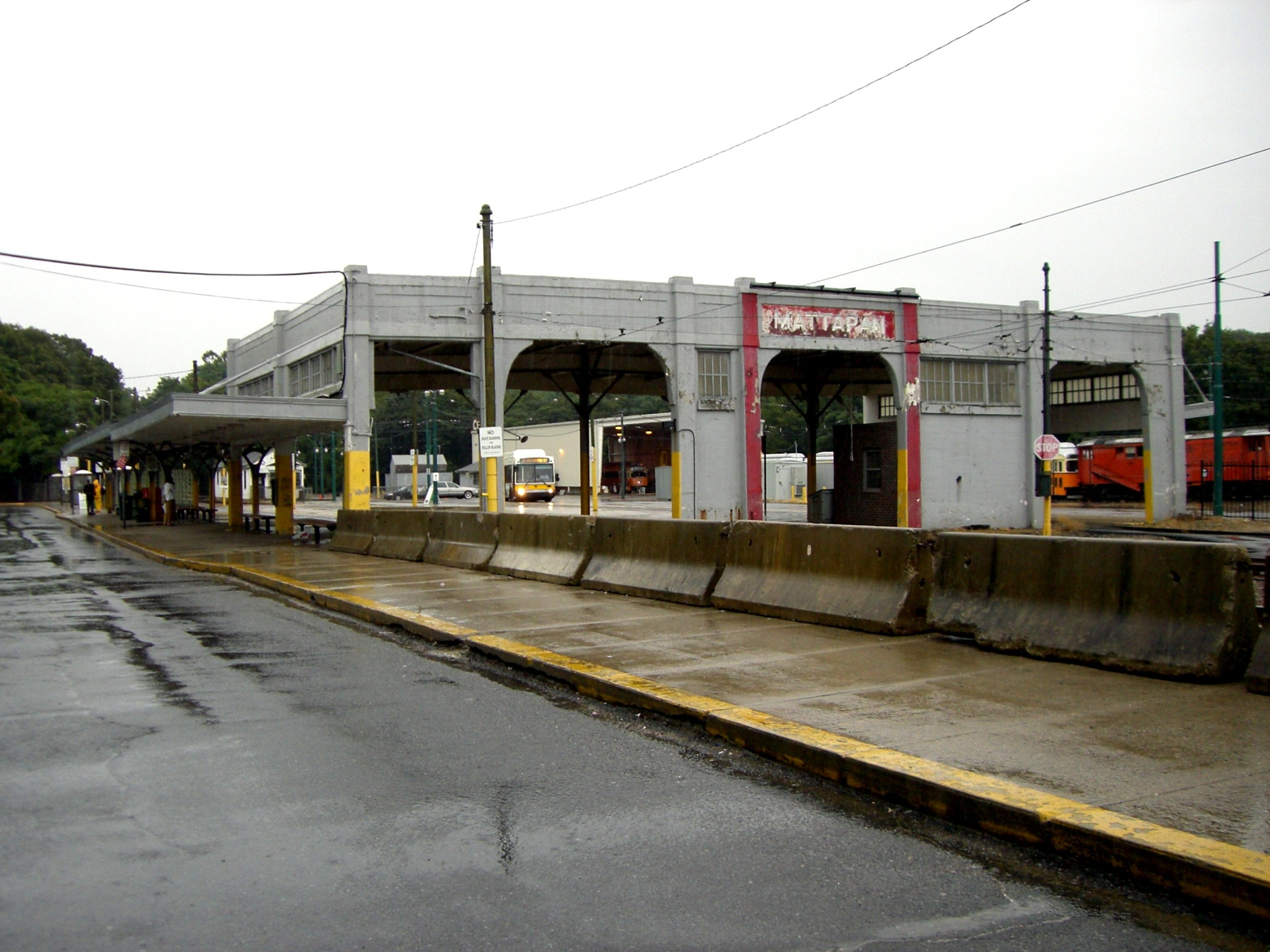
バリアフリー対応工事前のマタパン駅（2006年撮影）

## 運行
2019年9月1日現在、マタパン線は全列車ともアシュモント駅 - マタパン駅の全区間を走行する。運行間隔は平日の朝夕ラッシュ時は5分、土曜、日曜・祝日の朝および深夜は26分、それ以外の時間帯は8 - 12分で、始発列車は平日、土曜は5時発、日曜・祝日は5 - 6時発に、最終列車は翌日の0 - 1時発となっている。成人の通常料金は全区間とも2.9ドルだが、MBTAが展開する非接触型ICカードであるチャーリー・カードを使用する場合2.4ドルで利用可能となる。
路線は全線複線で、途中には2箇所の踏切が存在する。起点・終点となるアシュモント駅とマタパン駅には折り返し用のループ線が設置され、マタパン駅以西には車庫が存在する。また、アシュモント - シダー・グローブ間からは地下鉄（レッドライン）のコッドマン車庫（Codman Yard）と接続する短絡線が分岐している。

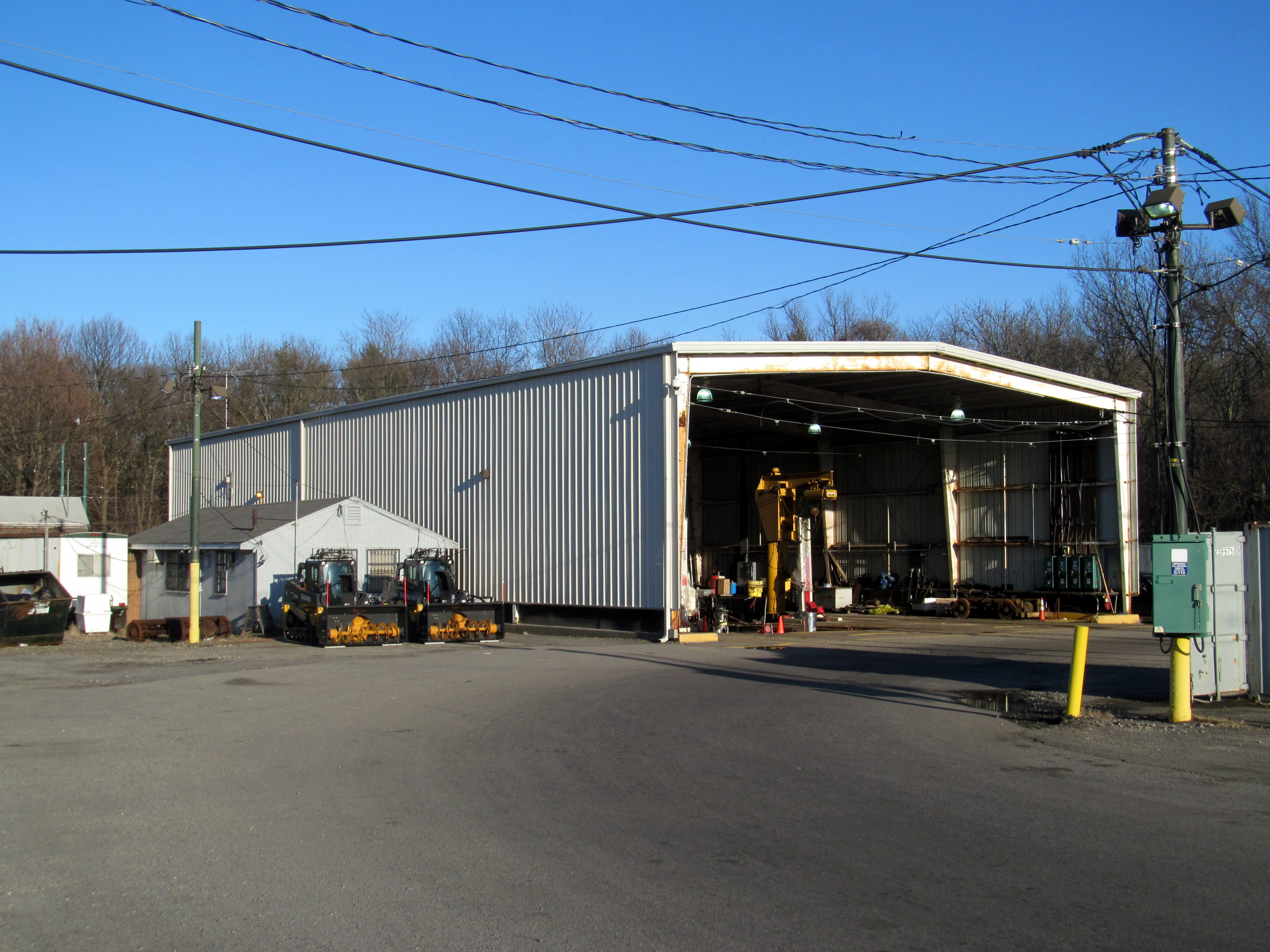
車庫
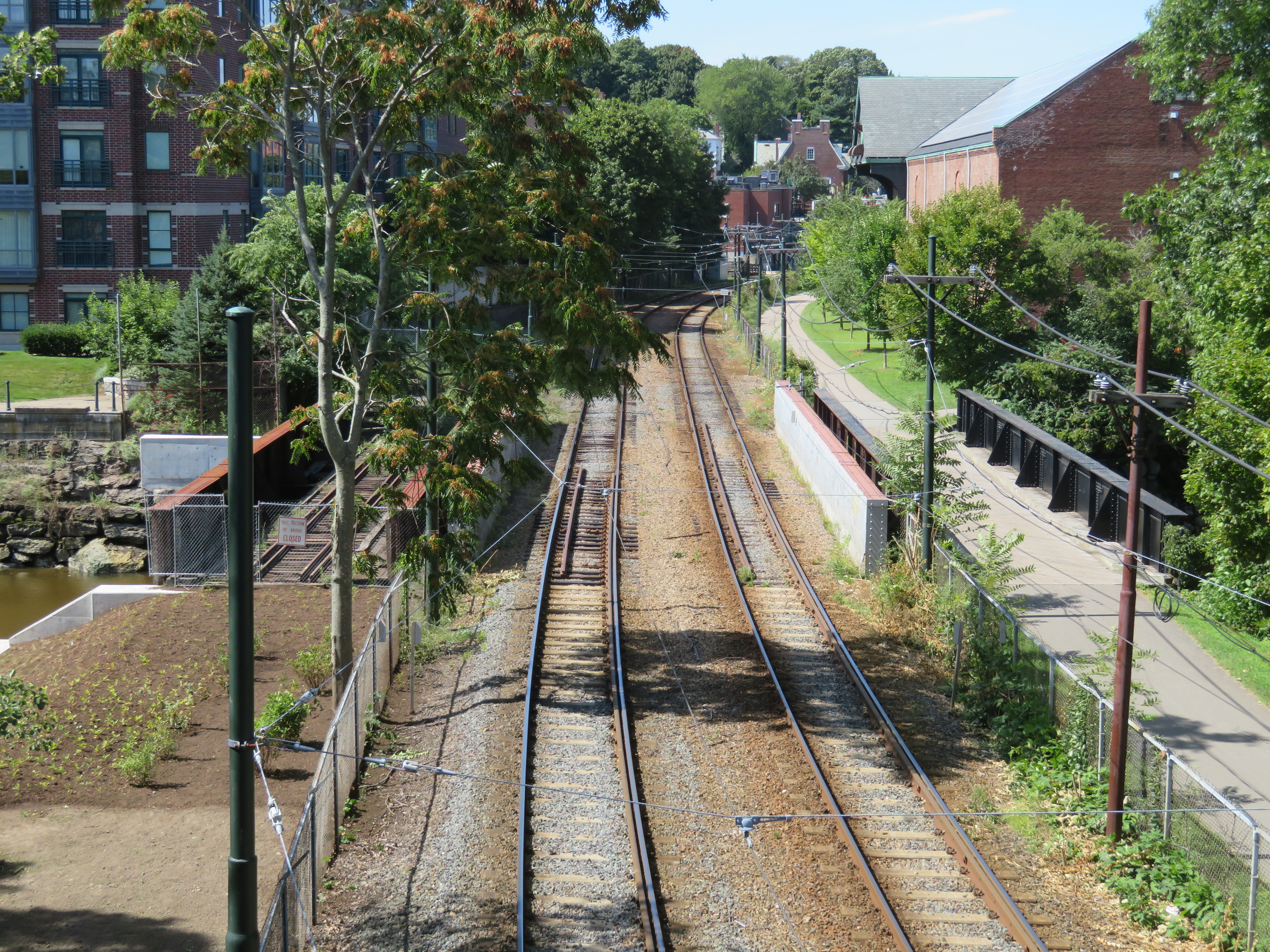
ネポンセット川（英語版）を跨ぐ鉄橋
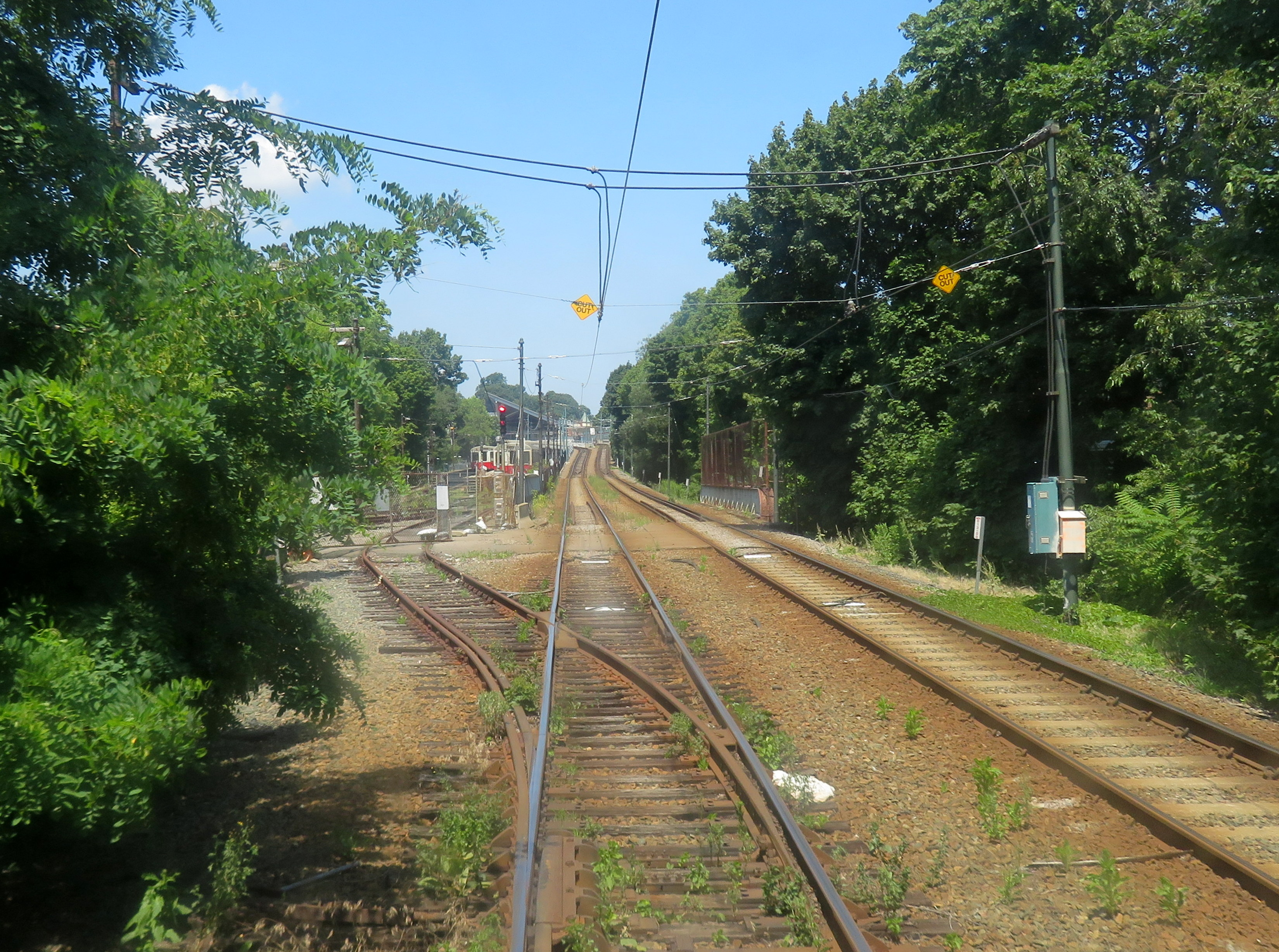
左側の分岐器からは地下鉄路線のコッドマン車庫（左）と接続する短絡線が伸びる
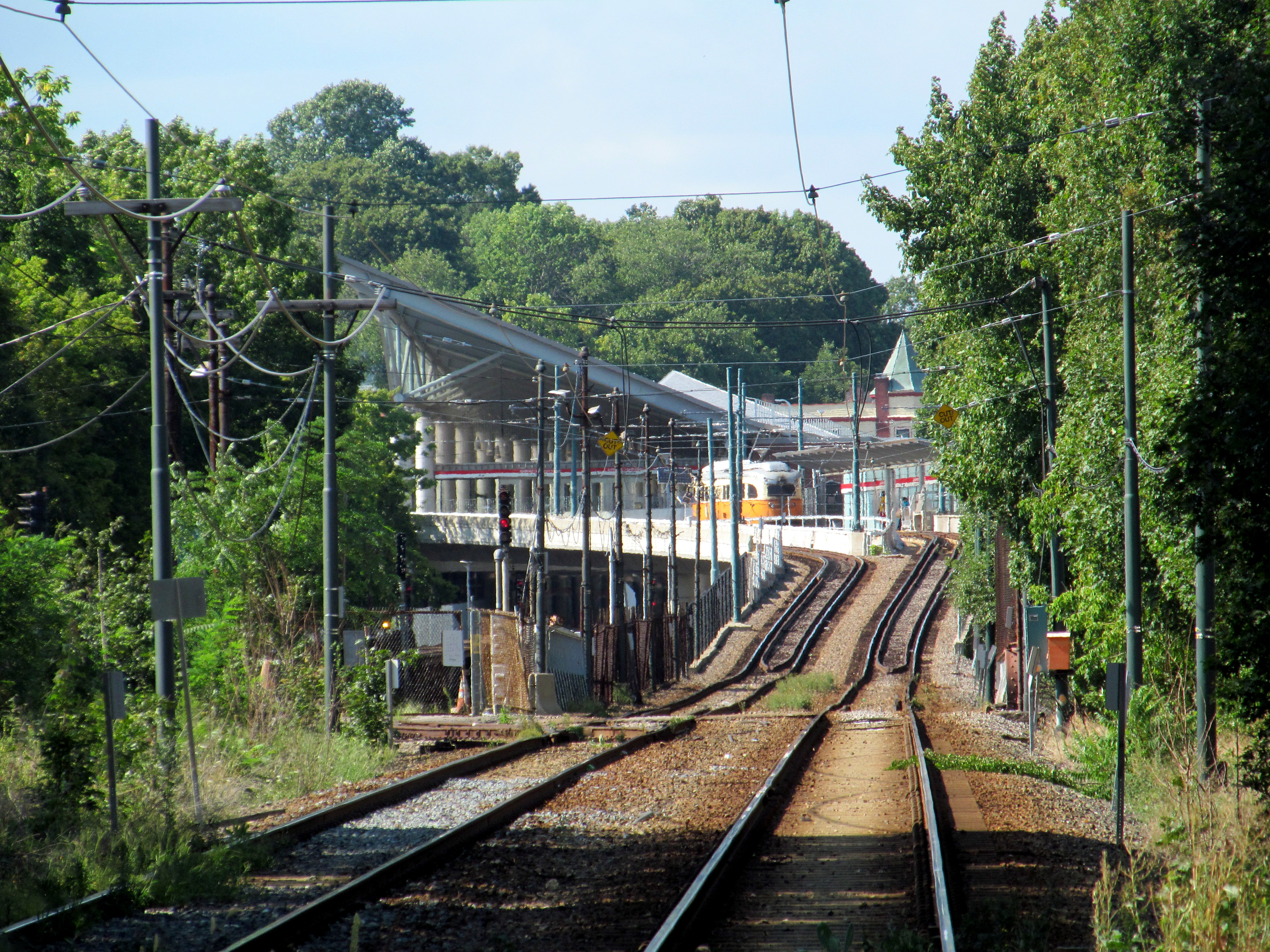
アシュモント駅の高架線上にあるループ線

駅は8箇所に設置され、3本のホームがあるマタパン駅、ループ線上にホームを1本有するアシュモント駅、島式ホームのバトラー駅を除いた駅は全て相対式ホームとなっている。下記に記した駅のうち太字で記されたものは2006年から2007年の運休時にバリアフリー対応工事が実施された箇所である。
| 画像 | 電停名                                    | 開業年月       | 接続路線、備考                   |
| ---- | ----------------------------------------- | -------------- | -------------------------------- |
|      | アシュモント （Ashmont）                  | 1929年4月26日  | 地下鉄（レッドライン）、路線バス |
|      | シダー・グローブ （Cedar Grove）          | 1929年4月26日  |                                  |
|      | バトラー （Butler）                       | 1930年10月7日  |                                  |
|      | ミルトン （Milton）                       | 1929年4月26日  | 路線バス                         |
|      | セントラル・アベニュー （Central Avenue） | 1929年12月21日 | 路線バス                         |
|      | バレー・ロード （Valley Road）            | 1929年12月21日 |                                  |
|      | ケープン・ストリート （Capen Street）     | 1930年10月     |                                  |
|      | マタパン （Mattapan）                     | 1929年12月21日 | 路線バス                         |

## 車両

### 現有車両
2019年現在、マタパン線の旅客列車に使用されるのはPCCカーと呼ばれる路面電車車両である。元はボストン市内の路面電車網（現：グリーンライン）向けに製造された車両で、1955年から転属する形で導入が始まり、1958年までに従来の車両を置き換えた。以降はグリーンラインへの再転属やダラスで廃止になった路面電車網からの譲渡、廃車などにより在籍車両は変化を続け、2019年の時点で在籍しているのは全て1945年から1946年までプルマン・スタンダードで製造された"ウォータイム"（Wartime）と呼ばれる車両である。マタパン線のバトラー駅や都市部の地下区間に島式ホームが存在する使用路線の条件に合わせ、右側通行対応の片運転台式ながら車体両側に乗降扉が設置されているのが特徴である。
マタパン線向けのPCCカーは1978年 - 1983年、1999年 - 2005年に更新工事を受けており、特に後者は台枠、車体、回路など多岐に渡る修繕工事が実施されたほか、塗装もそれまでのMBTA塗装（クリーム色、緑色）からマタパン線導入当時の塗装（クリーム色、オレンジ色、窓下赤帯）に復元された。さらに2018年以降はブルックビル・エクイップメント・コーポレーションによって圧縮空気を用いた制動装置や乗降扉、ワイパーの可動を電気式に変更する工事が行われている。
2019年現在10両が在籍するが、うち定期列車に使用されているのは6両（3087、3230、3238、3254、3263、3268）で、残りの4両は2018年に発生した架線の電圧変動により機器に損傷を受け、部品取り車として留置されている。そのうち2両（3234、3265）については2018年以降の更新工事により営業運転に復帰する予定だが、残りの2両（3260、3262）への更新工事の計画はない。

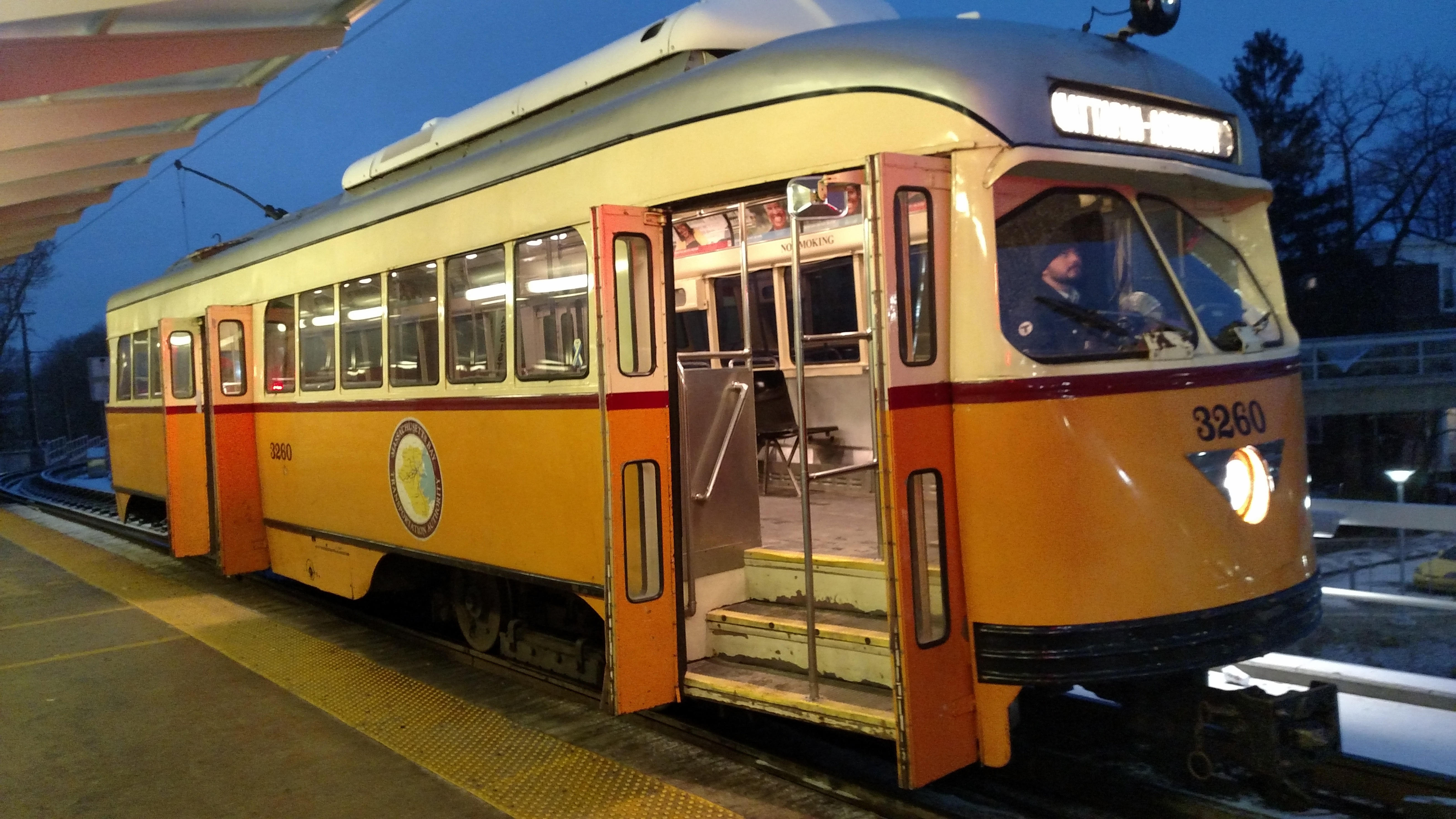
アシュモント駅に停車中のPCCカー（3260）
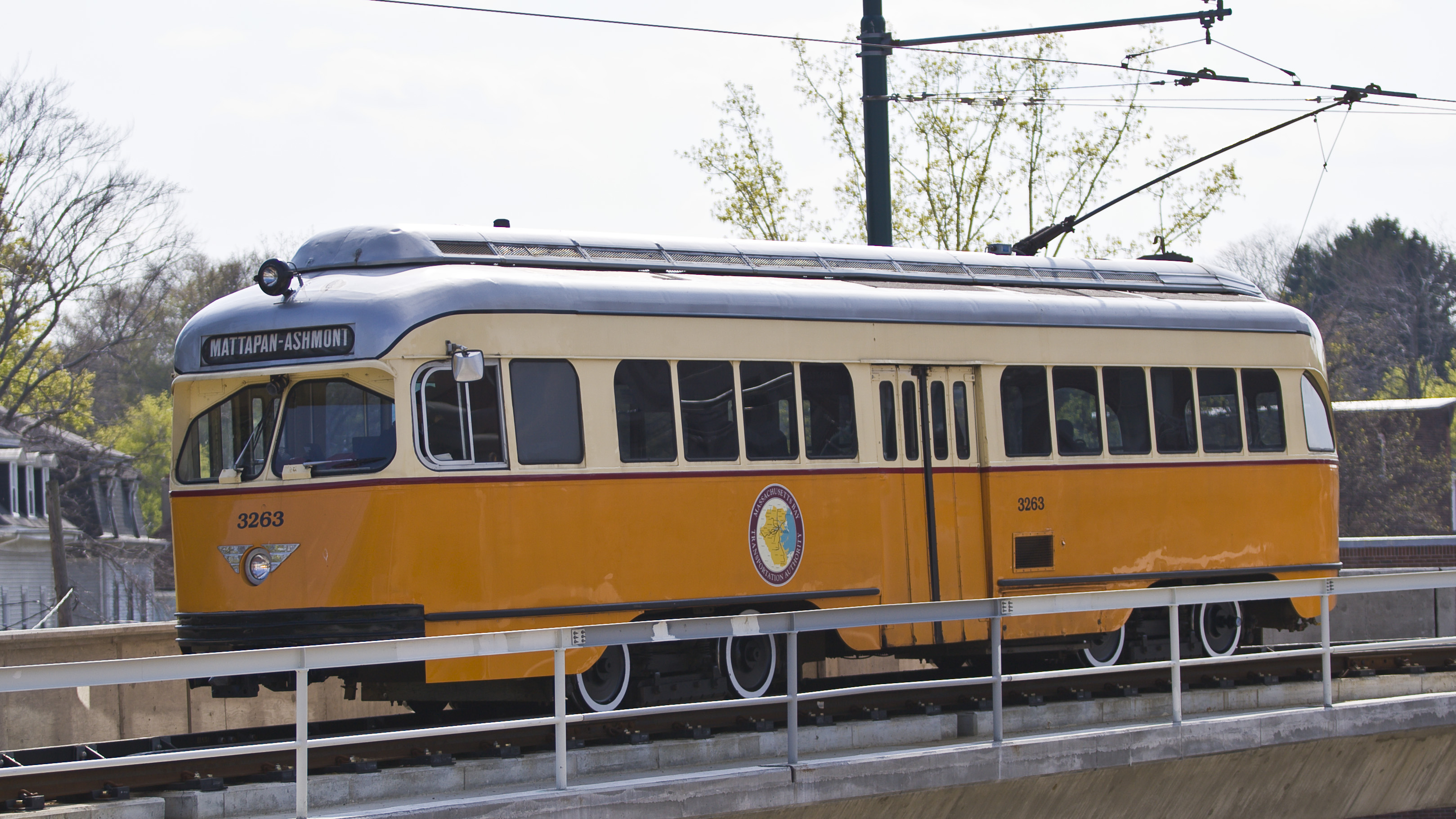
運転台側から向かって左側にも乗降扉が存在する（3263）
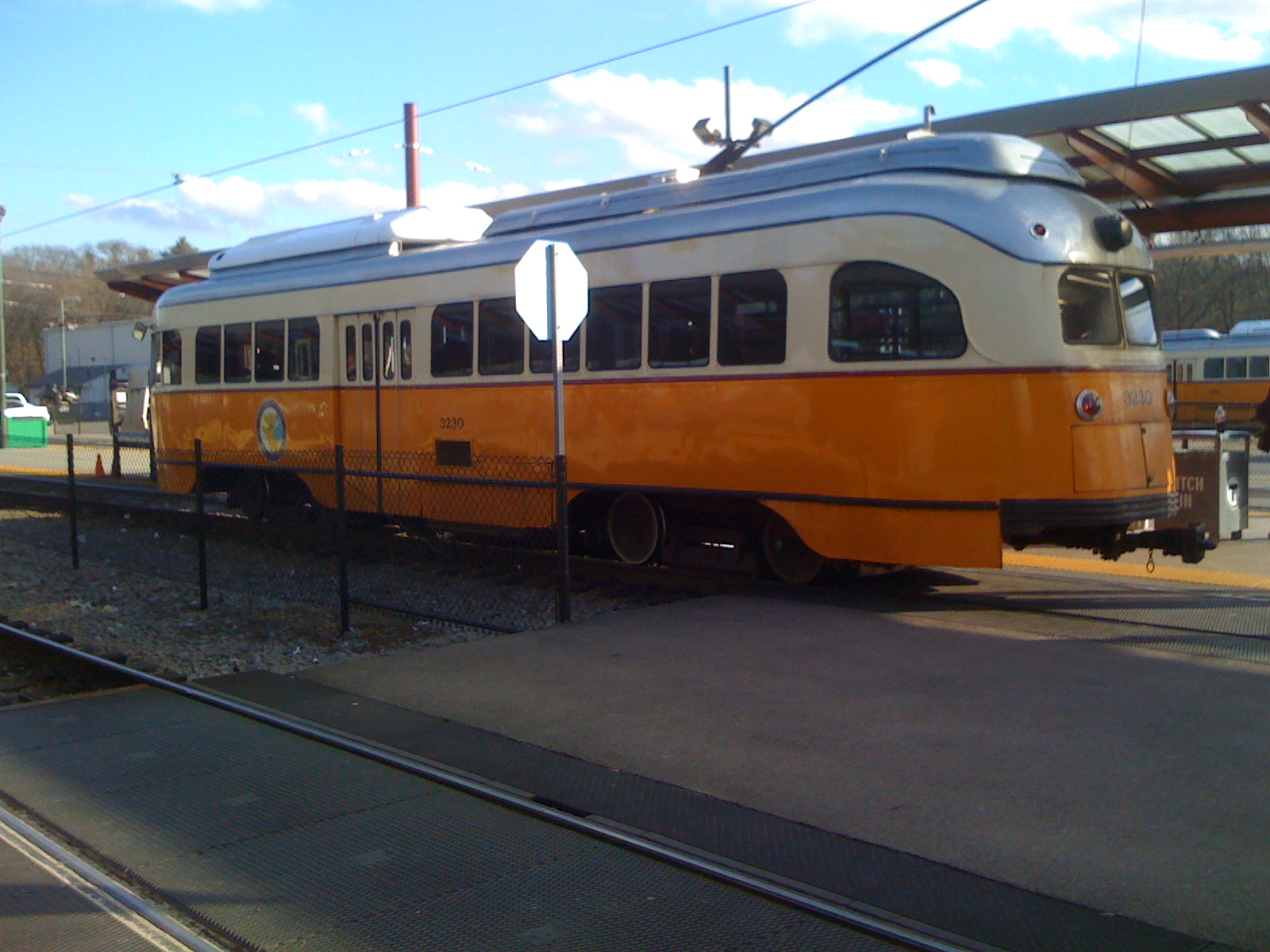
後方（3230）
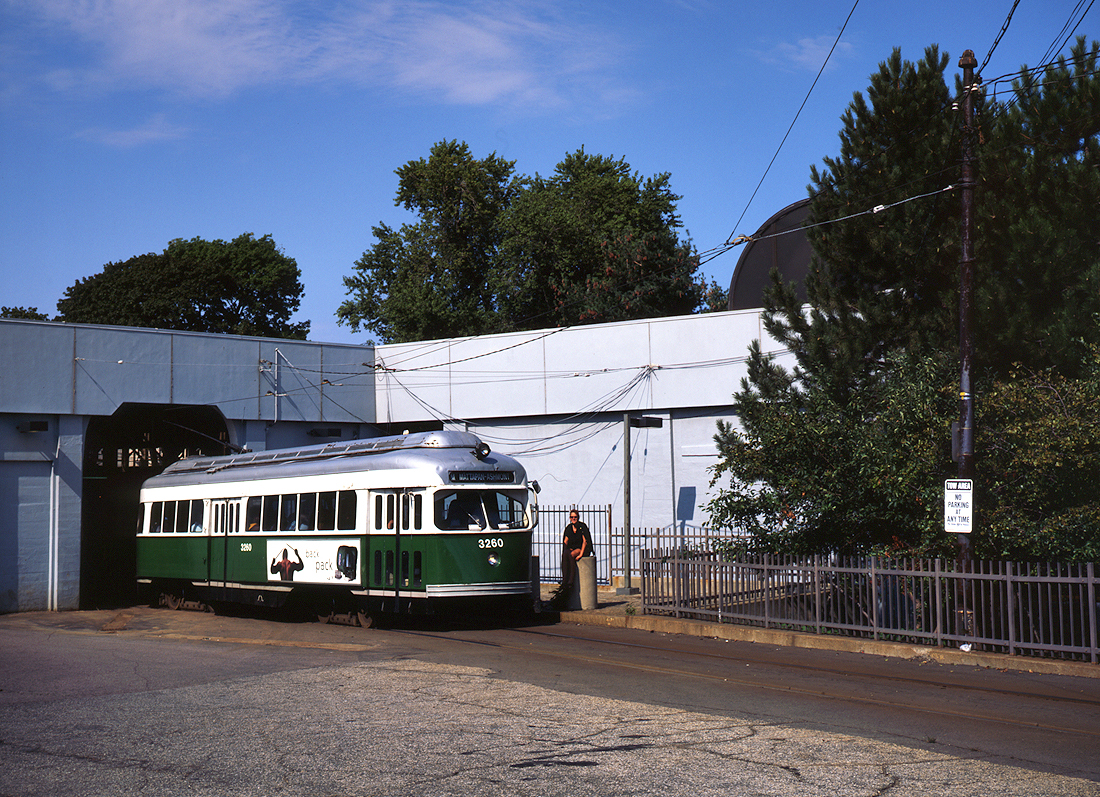
MBTA塗装時代のPCCカー（1999年撮影）
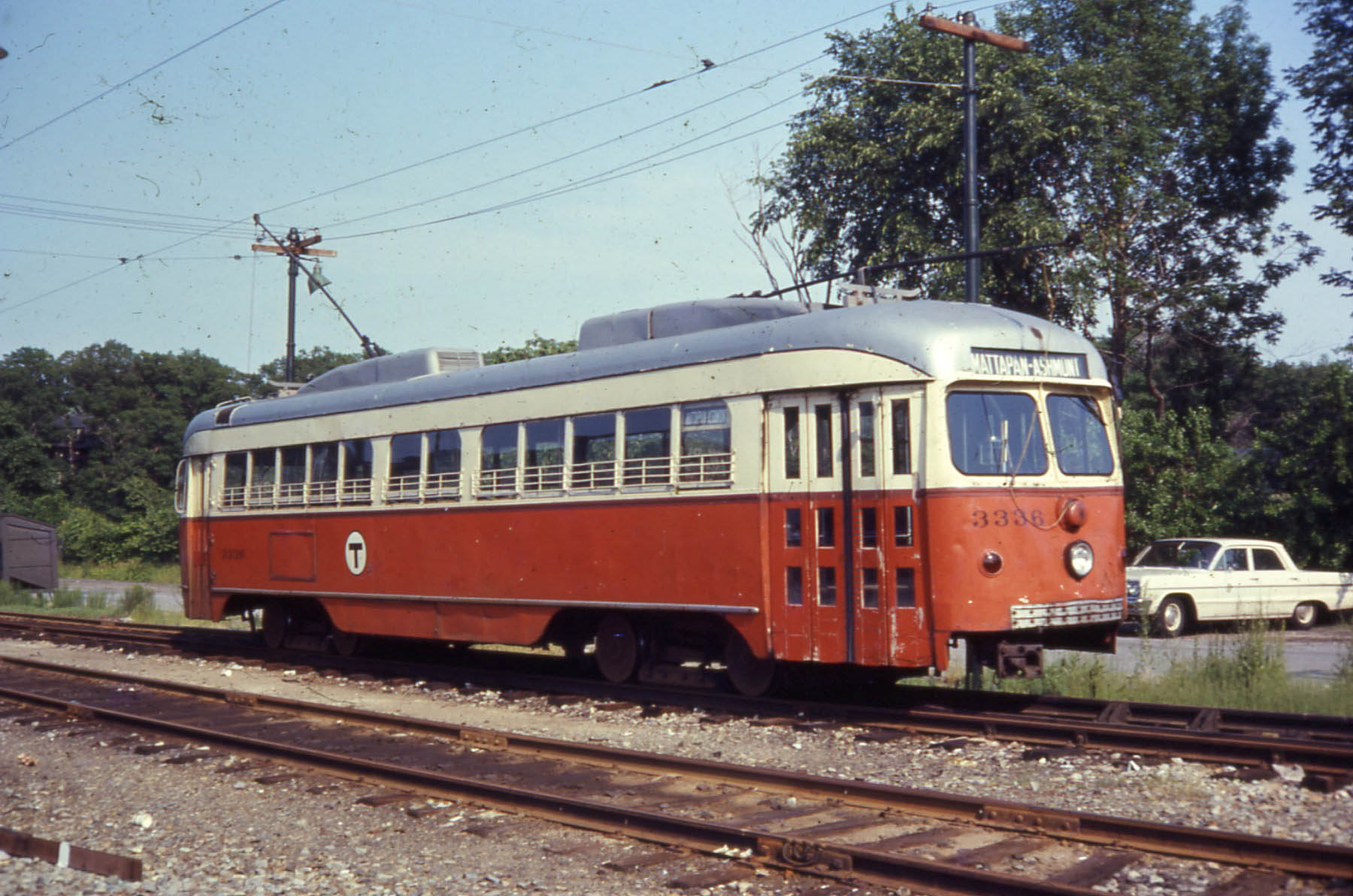
1980年代初頭までダラスから譲渡された両運転台式のPCCカーも走行していた（1967年撮影）

### 事業用車両

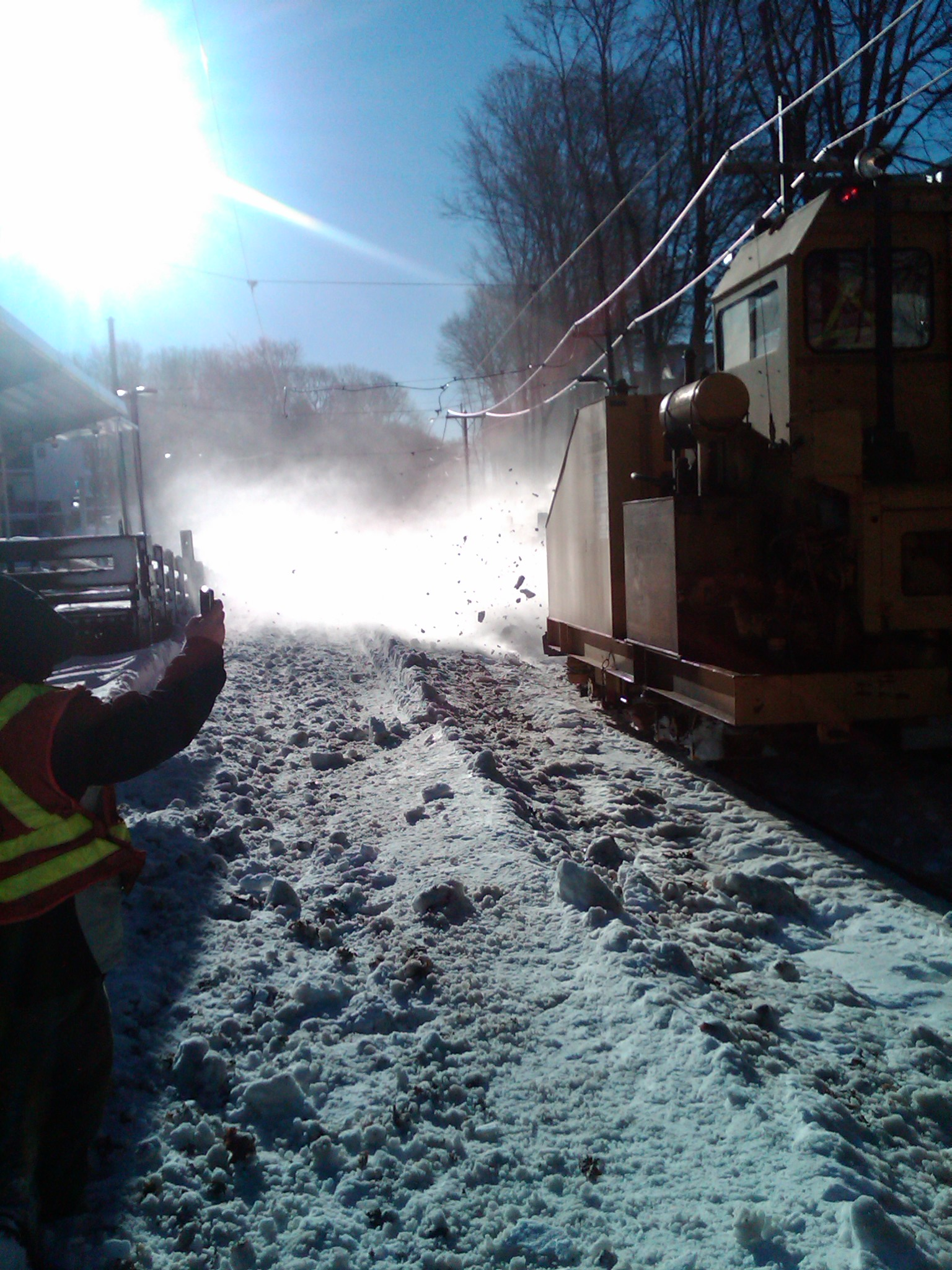
除雪作業中の"スノージラ"（2010年撮影）

マタパン線には多数の事業用車両も在籍するが、その1つが朝鮮戦争時に戦闘機用として製造されたJ34形ターボジェットエンジンを搭載した雪かき車である。152.4 mm（6 in）以上の積雪が記録された際に出動し、エンジンから放出された熱風で線路に積もった雪を吹き飛ばす。車両の重量は11.8 t（26,000 lbs）で、1度の使用で最大3406.8リットル（900ガロン）の燃料が消費される。製造メーカーのポルテック（Portec RMC）による正式名称は"ハリケーン・ジェット・スノー・ブロウラー RP-3"（Portec RMC Hurricane Jet Snow Blower RP-3）だが、マタパン線では日本の怪獣映画などに登場する怪獣・ゴジラ（Godzilla）にちなみスノージラ（Snowzilla）という愛称が付けられている。

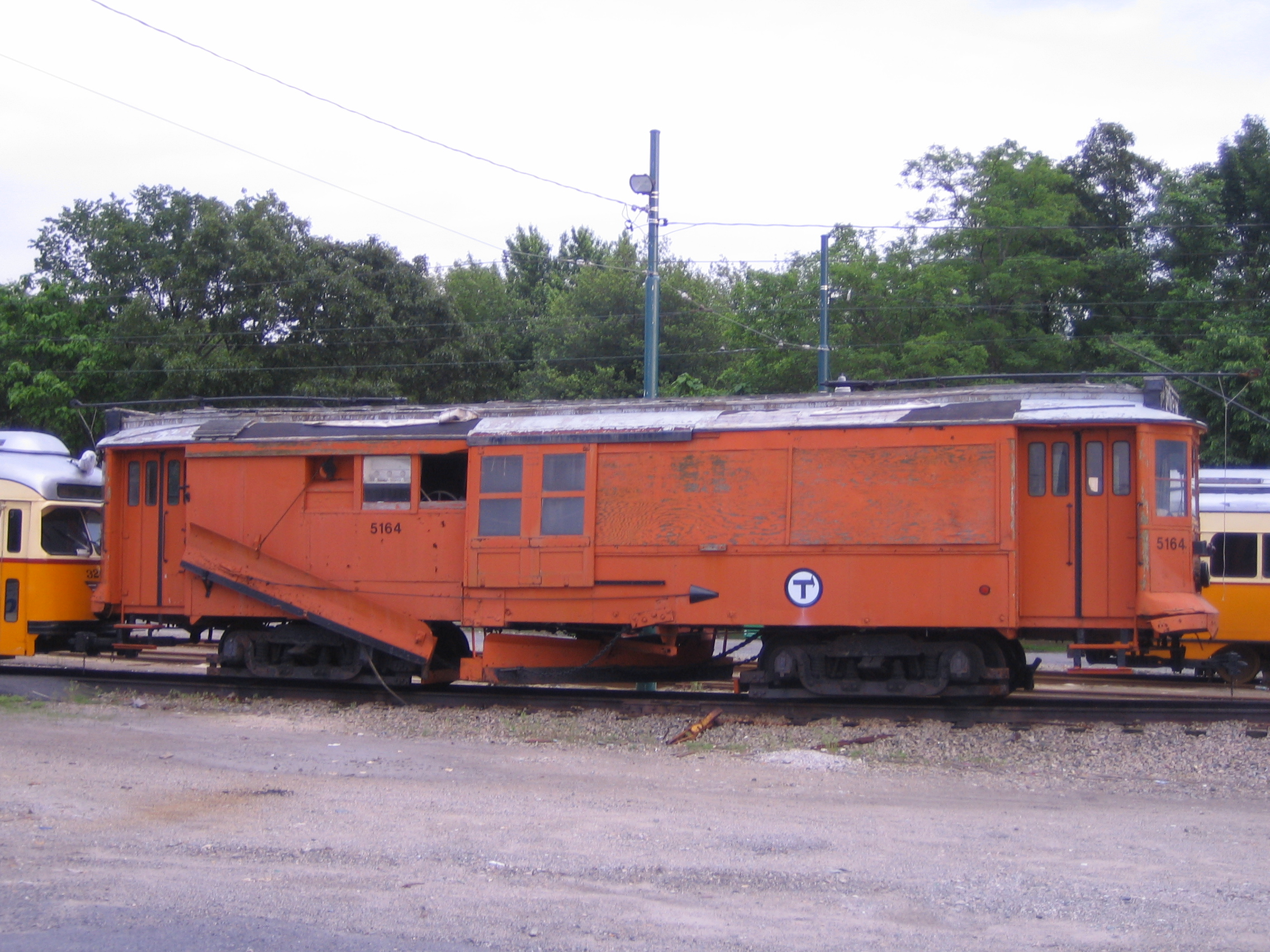
旧型電車から改造されたラッセル車
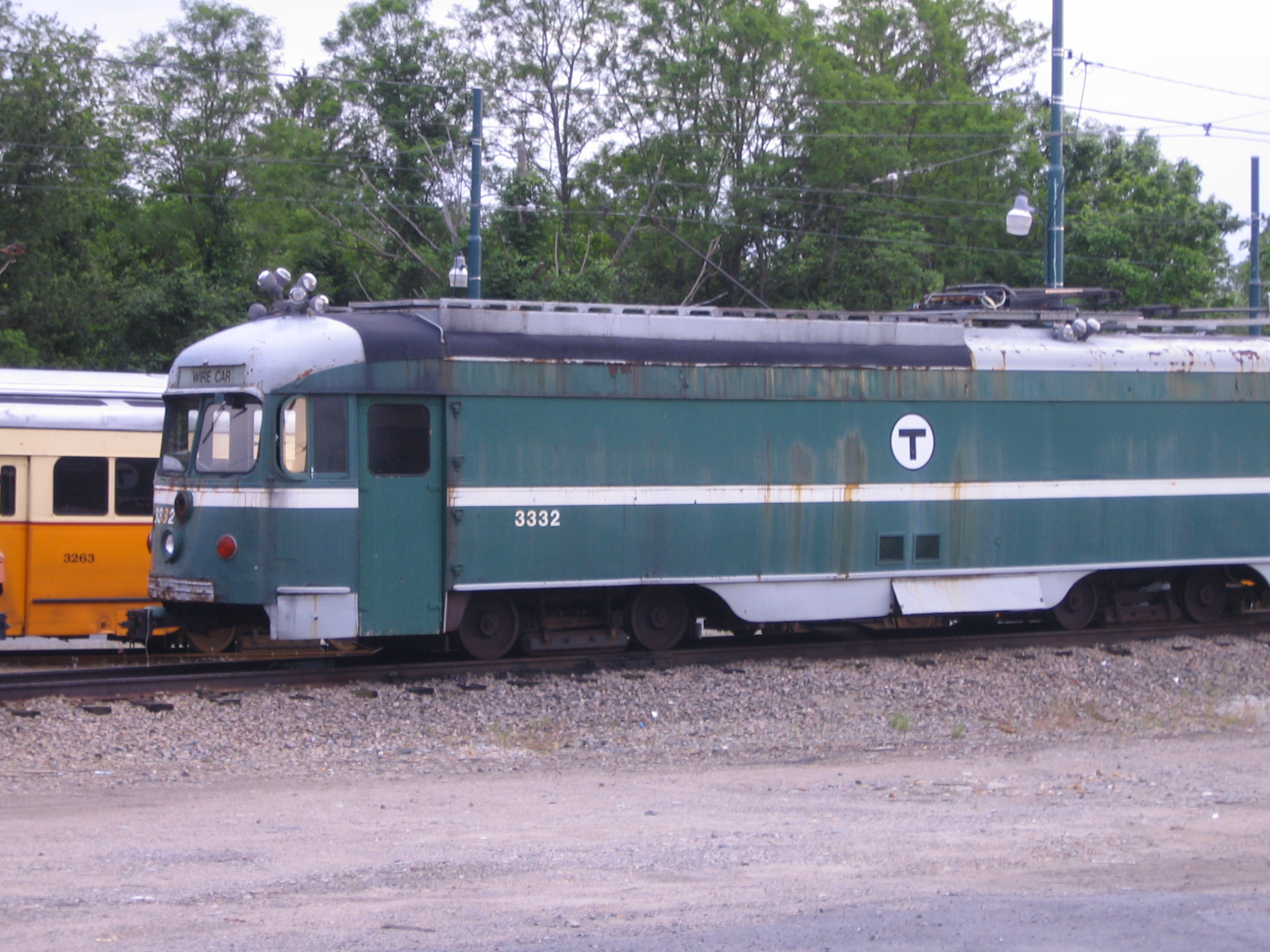
両運転台式のPCCカーから改造された架線作業車

## 今後の予定
2019年時点で在籍車両が全車とも製造から70年以上である事や、施設の老朽化が進んでいる事を受け、MBTAでは橋梁や駅など施設の改良を含むマタパン線の更新工事を行う計画を立てている。車両についても設計時の耐用年数を大幅に超過し、運用コストやバリアフリーにおいても難があるPCCカーに代わり、グリーンラインへ2018年以降導入されながらも将来の100％超低床電車（タイプ10）の導入に伴い余剰となる事が確定している部分超低床電車のタイプ9電車を転属する形で導入する事が検討されている。
- タイプ9電車
将来のマタパン線への転属が検討されている